# Казанський сільський округ (Айиртауський район)
Каза́нський сільський округ (каз. Қазан ауылдық округі, рос. Казанский сельский округ) — адміністративна одиниця у складі Айиртауського району Північноказахстанської області Казахстану. Адміністративний центр — село Казанка.
Населення — 1487 осіб (2021; 2231 у 2009, 3407 у 1999, 4028 у 1989).
Станом на 1989 рік існували Аксьоновська сільська рада (села Аксьоновка, Нікольське, Нікольське-Бурлукське) та Казанська сільська рада (села Бурлукське, Всеволодовка, Грачовка, Казанка, Прекрасне). Село Грачовка було ліквідоване 2014 року.

## Склад
До складу округу входять такі населені пункти:
| Населений пункт             | Старі назви | Населення, осіб (1989) | Населення, осіб (1999) | Населення, осіб (2009) | Населення, осіб (2021) |
| --------------------------- | ----------- | ---------------------- | ---------------------- | ---------------------- | ---------------------- |
| Аксьоновка, село            | -           | 718                    | 635                    | 435                    | 293                    |
| Бурлик, село                | Бурлукське  | 273                    | 275                    | 143                    | 130                    |
| Всеволодовка, село          | -           | 423                    | 366                    | 306                    | 148                    |
| Грачовка, село              | -           | 68                     | 40                     | -                      | -                      |
| Казанка, село               | -           | 1547                   | 1130                   | 744                    | 544                    |
| Нікольське, село            | -           | 355                    | 302                    | 195                    | 109                    |
| Нікольсько-Бурлукське, село | -           | 347                    | 419                    | 400                    | 253                    |
| Прекрасне, село             | -           | 297                    | 240                    | 8                      | 10                     |